# Muhsin Hendricks
Muhsin Hendricks (Città del Capo, giugno 1967 – Bethelsdorp, 15 febbraio 2025) è stato un imam, islamista e attivista sudafricano.

## Biografia
Partecipò a vari gruppi di difesa dei musulmani LGBT e si adoperò per una maggiore accettazione delle persone LGBT all'interno dell'Islam. Fu definito il primo imam apertamente gay al mondo dopo aver dichiarato la sua omosessualità nel 1996. Hendricks fu ucciso a colpi di arma da fuoco in un attacco nel febbraio 2025 a Bethelsdorp, in Sudafrica.